# Кирански мост
Киранският мост (на гръцки: Γεφύρι στο Κυράνι) е стар каменен мост в Егейска Македония, Гърция, в кушнишкото село Самоков (Доматия).
Мостът се намира на 150 m западно от църквата и пресича западната рекичка на Самокови, извираща от Кушница (Пангео), десен приток на Лъджа.
Мостът е запазен в много добро състояние, следствие от отличната му и старателна изработка. Неговата арка, ниска спрямо нивото на улицата и скрита от гъста растителност, е трудно различима. Състои се от редица камъни, издълбани с голямо внимание, оградени от по-малък издаден ред. Има метални защитни решетки. Основният път, който свързва селския площад с Кирани, минава и днес по него.
В 1990 година е обявен заедно с останалите пет моста на селото за паметник на културата.